# Bucovăț (Timiș)
Bucovăț é uma comuna romena localizada no distrito de Timiș, na região histórica do Banato (parte da Transilvânia). A comuna possui uma área de 33.53 km² e sua população era de 1601 habitantes segundo o censo de 2011.

## População
| 2002 | 2011 |
| 1410 | 1601 |